# Ringerike Grand Prix
Le Ringerike Grand Prix est une course cycliste norvégienne disputée autour de la commune de Ringerike. Créé en 1975, il fait partie de l'UCI Europe Tour de 2005 à 2011 en catégorie 2.2. Depuis 2011, la course est organisée comme une course d'un jour. En 2011 et 2012, l'épreuve n'appartient plus au calendrier UCI, mais au calendrier national norvégien. En 2013, le Ringerike GP fait son retour sur le circuit UCI Europe Tour en catégorie 1.2.
L'édition 2020 est annulée en raison de la pandémie de coronavirus,,. C'est également le cas de celle de 2021.

## Palmarès
| Année     | Vainqueur              | Deuxième              | Troisième              |
| --------- | ---------------------- | --------------------- | ---------------------- |
| 1975      | Tom Martin Biseth      |                       |                        |
| 1976      | Jon Rangfred Hanssen   |                       |                        |
| 1977      | Stein Bråthen          |                       |                        |
| 1978      | Arne Klavenes          |                       |                        |
| 1979      | Dag Erik Pedersen      |                       |                        |
| 1980      | Stein Bråthen          |                       |                        |
| 1981      | Dag Erik Pedersen      |                       |                        |
| 1982      | Terje Gjengaar         |                       |                        |
| 1983      | Dag Otto Lauritzen     |                       |                        |
| 1984      | Torjus Larsen          |                       |                        |
| 1985      | Torjus Larsen          |                       |                        |
| 1986      | Atle Pedersen          |                       |                        |
| 1987      | Olaf Lurvik            |                       |                        |
| 1988      | Non-disputé            |                       |                        |
| 1989      | Jan Eirik Fjotland     |                       |                        |
| 1990      | Dag Erik Pedersen      |                       |                        |
| 1991      | Dag Otto Lauritzen     |                       |                        |
| 1992      | Dag Otto Lauritzen     |                       |                        |
| 1993      | Ole Sigurd Simensen    |                       |                        |
| 1994      | Steffen Kjærgaard      |                       |                        |
| 1995      | Ole Sigurd Simensen    |                       |                        |
| 1996      | Ole Sigurd Simensen    |                       |                        |
| 1997      | Ole Sigurd Simensen    |                       |                        |
| 1998      | Bo André Namtvedt      |                       |                        |
| 1999      | Thor Hushovd           | Erlend Engelsvoll     | Michael Andersson      |
| 2000      | Arkadiusz Wojtas       | Thor Hushovd          | Chris Wherry           |
| 2001      | Enrico Poitschke       | Kazimierz Stafiej     | Cédric Celarier        |
| 2002      | Mads Kaggestad         | Gabriel Rasch         | Gustav Larsson         |
| 2003      | Jonas Holmkvist        | Mads Kaggestad        | Luke Roberts           |
| 2004      | Kimmo Kananen          | Simon Gerrans         | Gabriel Rasch          |
| 2005      | Are Hunsager Andresen  | James Perry           | Gunnar Eidsheim        |
| 2006      | Gabriel Rasch          | Maint Berkenbosch     | Fredrik Ericsson       |
| 2007      | Edvald Boasson Hagen   | Viktor Renäng         | Gabriel Rasch          |
| 2008      | Fredrik Ericsson       | Sergey Firsanov       | Johnny Hoogerland      |
| 2009      | Sergey Firsanov        | Joost van Leijen      | Fredrik Ericsson       |
| 2010      | Christer Rake          | Sergey Firsanov       | Christoph Pfingsten    |
| 2011      | Gabriel Rasch          | Michael Rasmussen     | Bjørn Tore Hoem        |
| 2012      | Michael Rasmussen      | Kristoffer Skjerping  | Sondre Holst Enger     |
| 2013      | Reidar Borgersen       | Michael Olsson        | Sondre Holst Enger     |
| 2014      | Magnus Cort Nielsen    | Sven Erik Bystrøm     | Kristoffer Skjerping   |
| 2015      | Asbjørn Kragh Andersen | Søren Kragh Andersen  | Odd Christian Eiking   |
| 2016      | Trond Trondsen         | Krister Hagen         | Marcus Fåglum Karlsson |
| 2017      | Rasmus Guldhammer      | Carl Fredrik Hagen    | Troels Vinther         |
| 2018      | Syver Wærsted          | Alexander Kamp        | Stan Dewulf            |
| 2019      | Kristoffer Skjerping   | Jeppe Aaskov Pallesen | Sindre Lunke           |
| 2020-2021 | annulé                 | annulé                | annulé                 |
| 2022      | Sakarias Koller Løland | Andreas Stokbro       | Ludvik Holstad         |
| 2023      | Jack Rootkin-Gray      | Magnus Bak Klaris     | Rasmus Bøgh Wallin     |
| 2024      | Idar Andersen          | Henrik Fjellheim      | Anton Stensby          |
| 2025      | Sakarias Koller Løland | Andreas Leknessund    | Niklas Larsen          |